# Gong Fu (Tee)

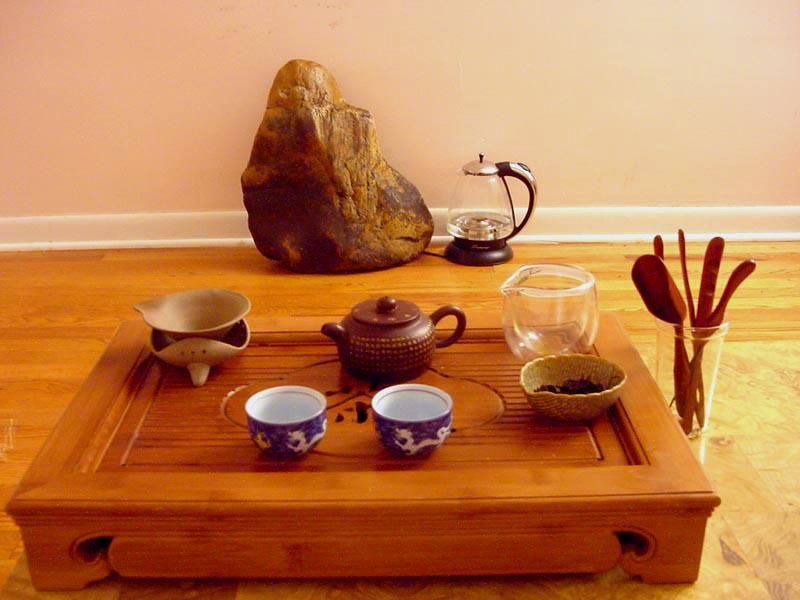
Utensilien zur Teezubereitung im Gong-Fu-Stil: Auf dem Tablett hinten ein Teefilter, Kanne und Dekantierkrug, vorne zwei Teeschalen und eine Präsentierschale mit Teeblättern. Rechts vom Tablett ein Behälter mit Zange und Teeschütte.

Die Zubereitung von Tee im Gong-Fu-Stil (chinesisch 工夫茶 oder 功夫茶, Pinyin gōngfūchá, W.-G. kung1 fu ch’a2, Jyutping gung1fu1caa4 – „Tee[zubereitung] mit besonderer Sorgfalt“) ist ein Element der chinesischen Teekultur und besonders im Süden Chinas (Yunnan, Sichuan, Fujian) sowie in Taiwan verbreitet.

## Etymologie
Die beiden chinesischen Begriffe 工夫茶 und 功夫茶 werden im Chinesischen (z. B. Standardchinesisch, Kantonesisch, Hokkien) annähernd gleich ausgesprochen und unterscheiden sich in ihrer ursprünglichen Bedeutung als „Person, die bestimmte Arbeit verrichtet“ nur um Nuancen. Die beiden chinesischen Schreibweisen haben ihre Gründe in der historischen Entwicklung der chinesischen Schrift. Die unterschiedlich romanisierten Schreibweisen kommen durch die Verwendung zweier verschiedener phonetischer Umschrift-Systeme (Hanyu Pinyin und Wade-Giles) zustande.
Das erste Schriftzeichen „工“ (gōng, neutraler Ton) ist älter als „功“; es findet sich schon auf Orakelknochen der Shang-Dynastie (ca. 1600–1000 v. Chr.) als Piktogramm für ein Werkzeug. Das Zeichen „功“ taucht erst etwa tausend Jahre später vereinzelt in Inschriften auf. Es stellt eine Erweiterung des Zeichens „工“ – „Arbeit, Mühe, Fleiß, Kunstfertigkeit“ – durch ein strukturelles Element 力 (lì, 4. Ton) dar, welches „Kraft, Stärke, Macht“ zum Ausdruck bringt.
Das zweite Schriftzeichen „夫“ (fū, neutraler Ton) – „erwachsener Mensch, Mann“ – dient als zweite Silbe zweisilbiger Worte. „工夫“ und „功夫 – gōngfu“ sind in der Bedeutung „Arbeitsgefährte, Arbeiter“ schon in der Westlichen Jin-Dynastie (266–316) nachzuweisen. Zur Zeit der Tang-Dynastie (618–906) weitete sich die Bedeutung zu „Fähigkeit, Begabung“ aus. „功夫“ findet sich im Gegensatz zu „工夫“ überdurchschnittlich häufig in buddhistischen Texten dieser Zeit, was Mair (1994) zu der Annahme führte, diese Schreibweise sei über die Umgangs- in die Hochsprache gelangt. Heute wird es mit „Zeit(Aufwand für ein Vorhaben); Qualität; Geschicklichkeit, erworben in langer Übung“ übersetzt. „功夫“ betont die kraftvolle, meisterhafte Assoziation. Beide Begriffe sind somit deutlich älter als der Sammelbegriff für chinesische Kampfkunst, der erst in den 1960er Jahren in Film und Fernsehen unter dem Namen „Kung Fu“ populär wurde.
Das dritte Schriftzeichen „茶 (chá, 2. Ton)“ schließlich ist das Schriftzeichen für „Tee“.

## Geschichte
Die Entstehung des Gong-Fu-Teestils geht mit der während der späten Yuan- (1279 bis 1386) und Ming-Dynastie (1368 bis 1644) aufkommenden Technik der Teezubereitung durch Übergießen der Teeblätter mit kochend heißem Wasser einher. Diese hatte die ältere Technik des Aufschäumens pulverisierten grünen Tees abgelöst, die sich in der Tradition der japanischen Teezeremonie bis heute erhalten hat. Im 18. Jahrhundert entstand wahrscheinlich im Wuyi-Gebirge in der Provinz Fujian die Zubereitung im Gong-Fu-Stil. Im Lauf der Jahrhunderte wurde sie weiterentwickelt und verfeinert. Die Methode wird vor allem bei halb- und postfermentierten Tees angewendet, also bei Oolong- und Pu-Erh-Tees.

## Utensilien

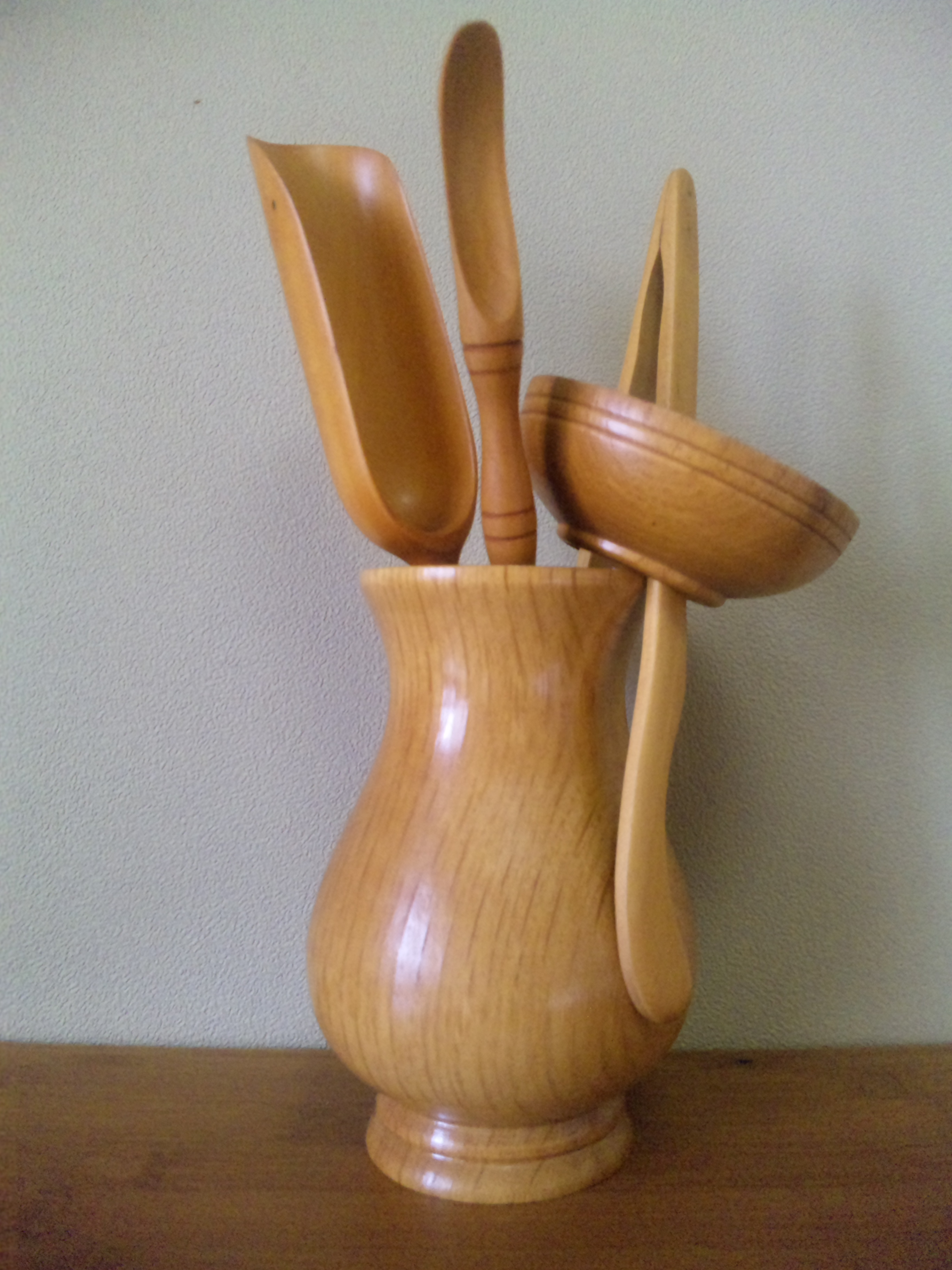
Teegerätschaften: Teeschütte, Teelöffel, Teezange und Teetrichter

Für die Zubereitung von Tee im Gong-Fu-Stil werden eine Reihe von Utensilien verwendet, die insgesamt als chájù (茶具) bezeichnet werden.
1. Teekanne (茶壶 cháhú): Yixing- oder Porzellan-Teekanne; alternativ eine Deckelschale mit Untertasse (盖碗 gàiwǎn).
2. Dekantiergefäß (公道杯 gōngdàobēi ‚Gefäß zur gleichmäßigen Verteilung‘), um den Aufguss gleichmäßig in die Schalen zu verteilen.
3. Wasserkessel (煮水器 zhǔshuǐqì) zum Erhitzen des Wassers.
4. Teetablett oder Teetisch (茶盤 chápán), um das reichlich anfallende überschüssige Wasser aufzufangen; alternativ wird ein Teeschiff (茶船 cháchuán) verwendet. Dies besteht aus einer kleinen Platte, die in einer größeren Schale steht. Die Teekanne wird auf die kleine Platte gestellt, die Schale fängt das über die Kanne gegossene heiße Wasser auf.
5. Teetuch (茶巾 chájīn) zum Trocknen der Gerätschaften.
6. Teeschalen (茶碗 cháwǎn).
7. Zusätzliche Gefäße (品茗杯 pǐnmǐngbēi ‚Aromatasse‘, oder 聞香杯 wénxiāngbēi ‚Dufttasse‘) um die Teeblätter vor dem Aufguss zu begutachten und den Duft des Teeaufgusses zu genießen.
8. Teesieb (漏斗 lòudŏu) zum Ausschenken des Tees.
9. Teelöffel oder Teeschütte (茶匙 cháchí)
10. Zange (挾 xié) um die heißen Teeschalen besser fassen zu können.

## Zubereitung
Zu Beginn werden eine kleine Teekanne, beispielsweise eine aus unglasiertem Ton gebrannte Yixing-Teekanne oder ein Gaiwan sowie die henkellosen Teeschalen – Chawan – mit heißem Wasser übergossen. Danach wird die Kanne oder der Gaiwan mit der zum Aufguss benötigten Menge Tee (etwas über die Hälfte des Gefäßes) gefüllt. Heißes Wasser wird über die Teeblätter gegeben und sofort wieder abgegossen; dies wird als das „Waschen“ des Tees bezeichnet. Danach wird die Kanne erneut gefüllt. Nach kurzer Zeit wird der Aufguss entweder direkt in die Teeschalen verteilt, oder erst in ein Dekantiergefäß gegossen, aus dem die Schalen gefüllt werden. Der Tee kann danach noch mehrmals aufgegossen werden, wobei der zweite Aufguss als der aromatischste gilt.